# 马氏管
马氏管，全称马尔皮吉氏小管（英語：Malpighian tubule system），是常见于节肢动物（如昆虫纲、多足纲、蛛形纲）及部份缓步动物（水熊虫）等“泛节肢动物”（Panarthropoda）的排泄和渗透调节的主要器官，帮助他们保持水和电解液平衡。以发现者意大利解剖学家马尔皮吉（Marcello Malpighi）命名。 
马氏管位于消化道中后肠交界处，为细长之管状物，由一层细胞组成；其基端开口于中肠和后肠的交界处，盲端封闭游离于血腔内的血淋巴中。介壳虫仅仅有两个马氏管，而蝗虫的大的种类可能有到200个马氏管；蚜虫是唯一没有马氏管的昆虫。 
当含氮废物和电解液（钠、钾和尿酸）被主动地通过细管盲端运送时，原尿在细管内形成。原尿跟消化的食物一起在后肠里混合。在这个时期，尿酸析出，钠和钾与经过渗透的水一起由直肠吸收。尿酸留在那里与粪便混合，为排泄作好了准备。